# Friedrich Hölscher (Architekt)
Georg Friedrich Daniel Hölscher (* 13. Januar 1859 in Unsen; † 14. November 1909 in Hannover) war ein deutscher Architekt.

## Leben und Werk

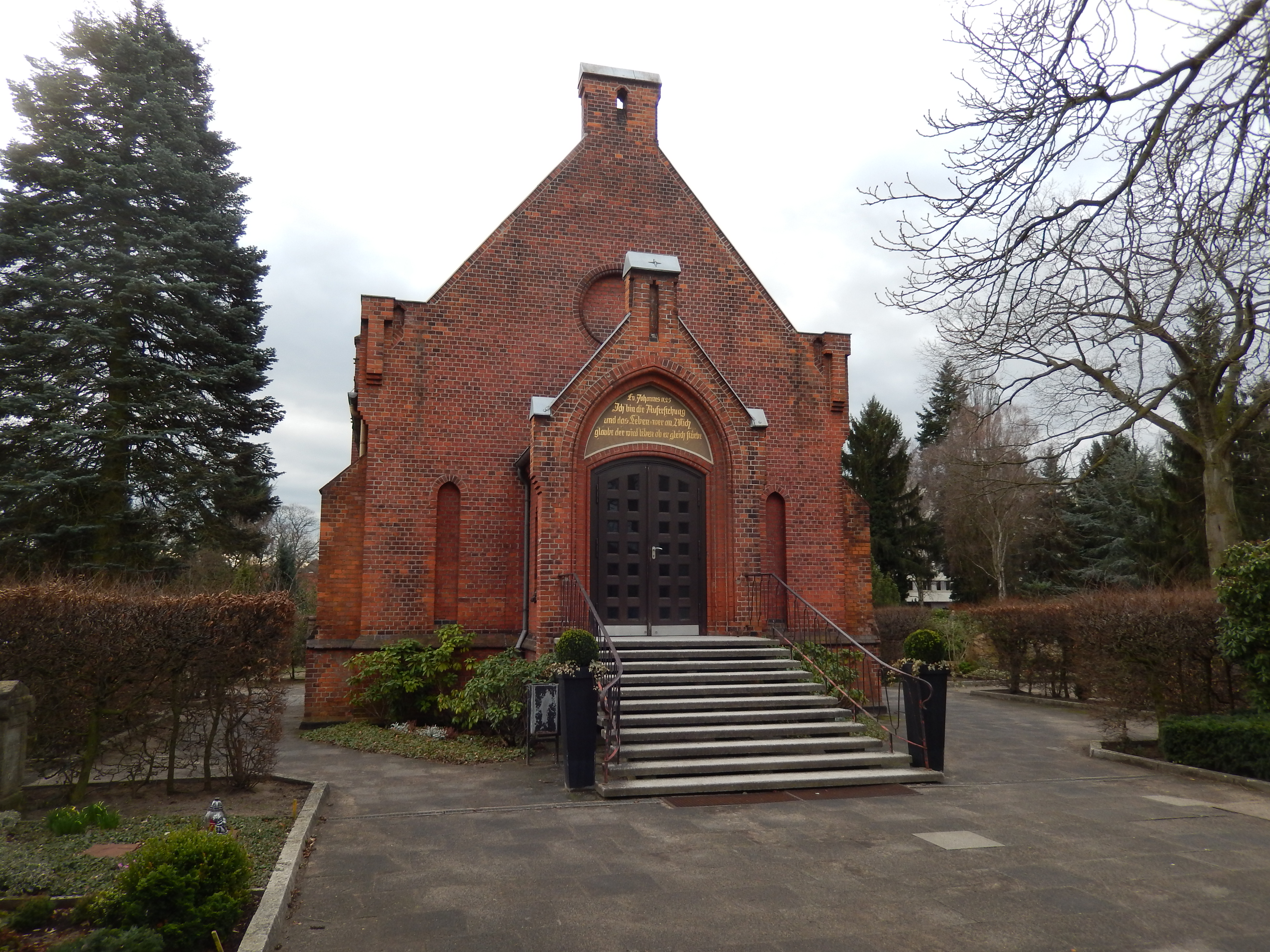
Die 1890 von Hölscher errichtete Kapelle auf dem Neuen St.-Nikolai-Friedhof

Hölscher studierte von 1885 bis 1886 in Hannover an der seinerzeitigen Technischen Hochschule unter der Matrikelnummer 8373 als ein Schüler von Conrad Wilhelm Hase.
Zu seinen Werken zählen unter anderem
- 1890: Hannover, Neuer St.-Nikolai-Friedhof an der Strangriede: Friedhofskapelle im Stil der Neogotik;[1] ein Neubau anstelle der 1866 von dem Architekten Ludwig Droste erbauten Totenhalle[2]
- 1904: Hannover, Kirchröder Straße 43 B: Entwurf für das – heute denkmalgeschützte – Lehrlingsheim des Stephansstifts[3]